# Judy Thongori
Judy Thongori, née le 9 juin 1963 et morte le 14 janvier 2025,, est une avocate kényane et militante pour les droits des femmes.

## Biographie
Judy Thongori effectue des études supérieures à la Kahuhia Girls' High School puis est diplômée en droit de l'université de Nairobi. Elle commence à travailler au bureau du procureur général, emploi qu’elle quitte pour rejoindre le cabinet Lee Muthoga and Associates. Elle se marie à un autre avocat et a deux enfants.
Elle crée ensuite son propre cabinet et se spécialise dans la défense des droits des femmes. Constatant que les forces de l’ordre kényane ferment les yeux sur les cas d'abus sur les femmes, là où les familles et les femmes n'ont que les revenus de l'homme pour vivre, elle organise des sessions de formation pour la police. Elle passe cinq ans à diriger une association pour les avocates. Elle est reconnue par l'Institut pour la sécurité inclusive. La plus importante affaire de Judy Thongori est l'affaire qu'elle gagne contre le gouvernement kényan qui ne parvient pas à établir une représentativité de 30 % de femmes.
En 2015, elle est choisie pour être l'une des 21 femmes à se réunir pour une conférence à l'université Harvard Kennedy School of Government financée par Hunt Alternatives. Le groupe comprend Fauzia Nasreen (en) du Pakistan, Olufunke Baruwa, Esther Ibanga, Hafsat Abiola et Ayisha Osori du Nigeria.